# Quequén
La ville de Quequén est un port d'Argentine et une localité balnéaire située dans la 
province de Buenos Aires, sur la côte de l'océan Atlantique. La ville fait partie du partido de Necochea. Elle avait en 2001 une population de 22 000 habitants. C'est un des principaux ports céréaliers du pays.
Elle est construite sur la rive gauche de l'embouchure du río Quequén Grande, vocable qui provient de la langue du peuple Het, langue disparue actuellement. Kem Ken signifie hautes falaises. De l'autre côté du fleuve se trouve la ville de Necochea.
Ses coordonnées sont 38° 34′ 05″ S, 58° 42′ 22″ O. Le centre-ville est construit à une altitude de 30 mètres.

## Voies d'accès
Les principales voies d'accès sont : la route provinciale 88, qui fait communiquer Quequén avec les villes de Miramar et de Mar del Plata; la route provinciale 227, l'unit avec Lobería et Balcarce.
La ville communique avec sa voisine Necochea au moyen de trois ponts dont le pont "Puente Hipólito Yrigoyen", un des deux ponts suspendus d'Argentine. Il fut inauguré en 1929.

## Histoire

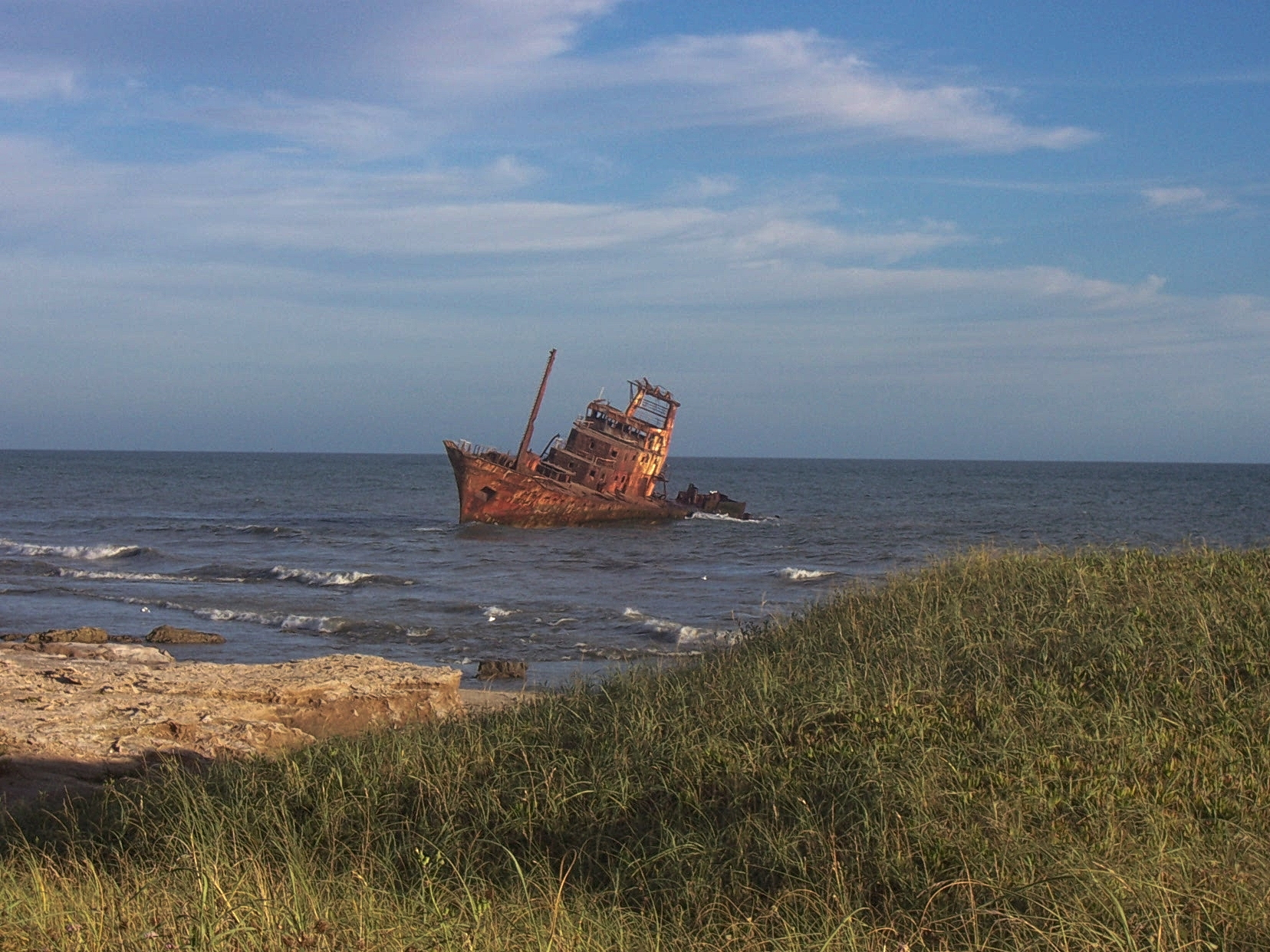
Le bateau échoué dans la Bahía de los Vientos, carte postale typique de Quequén.

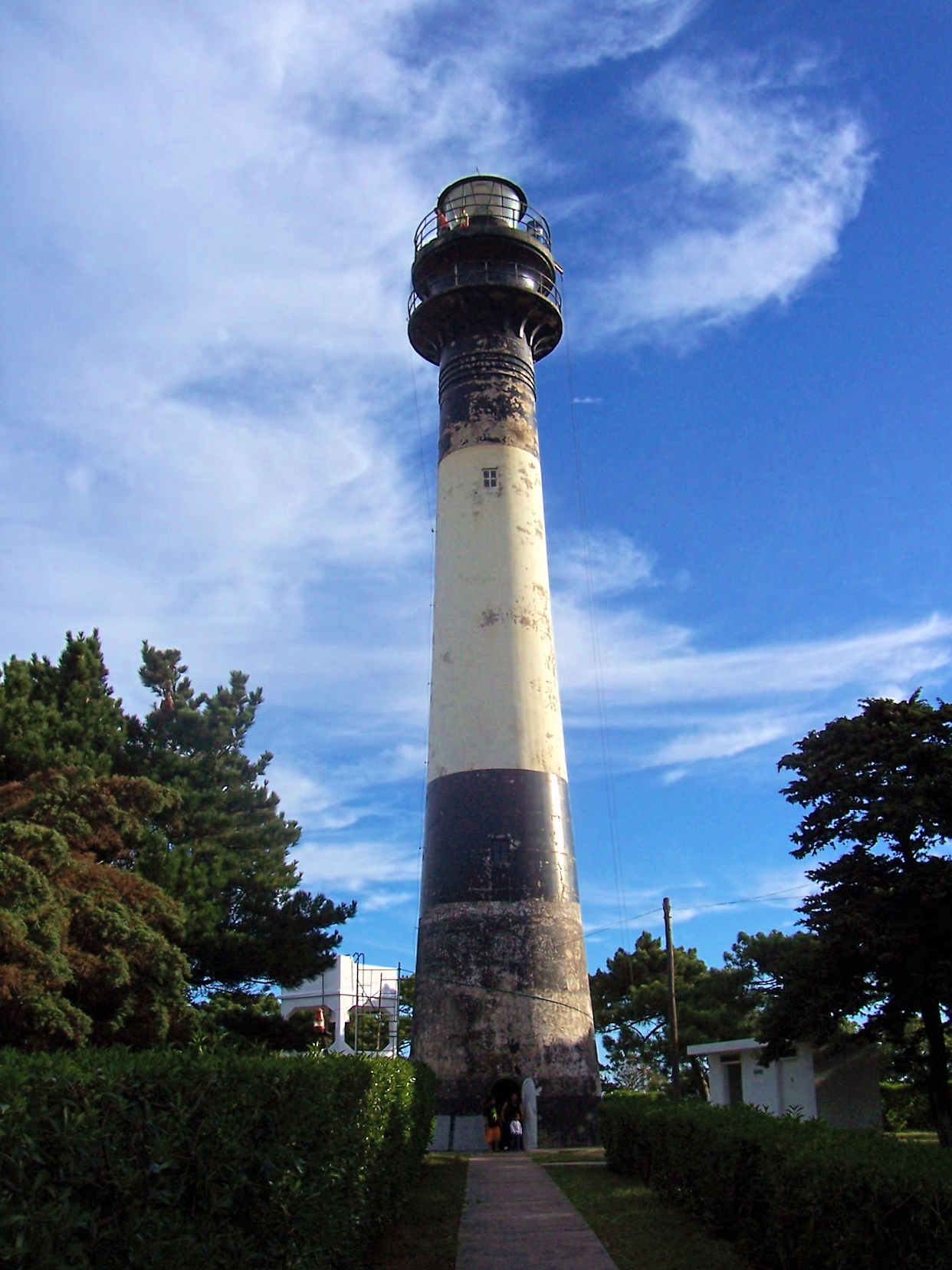
Le phare de la ville de Quequén.

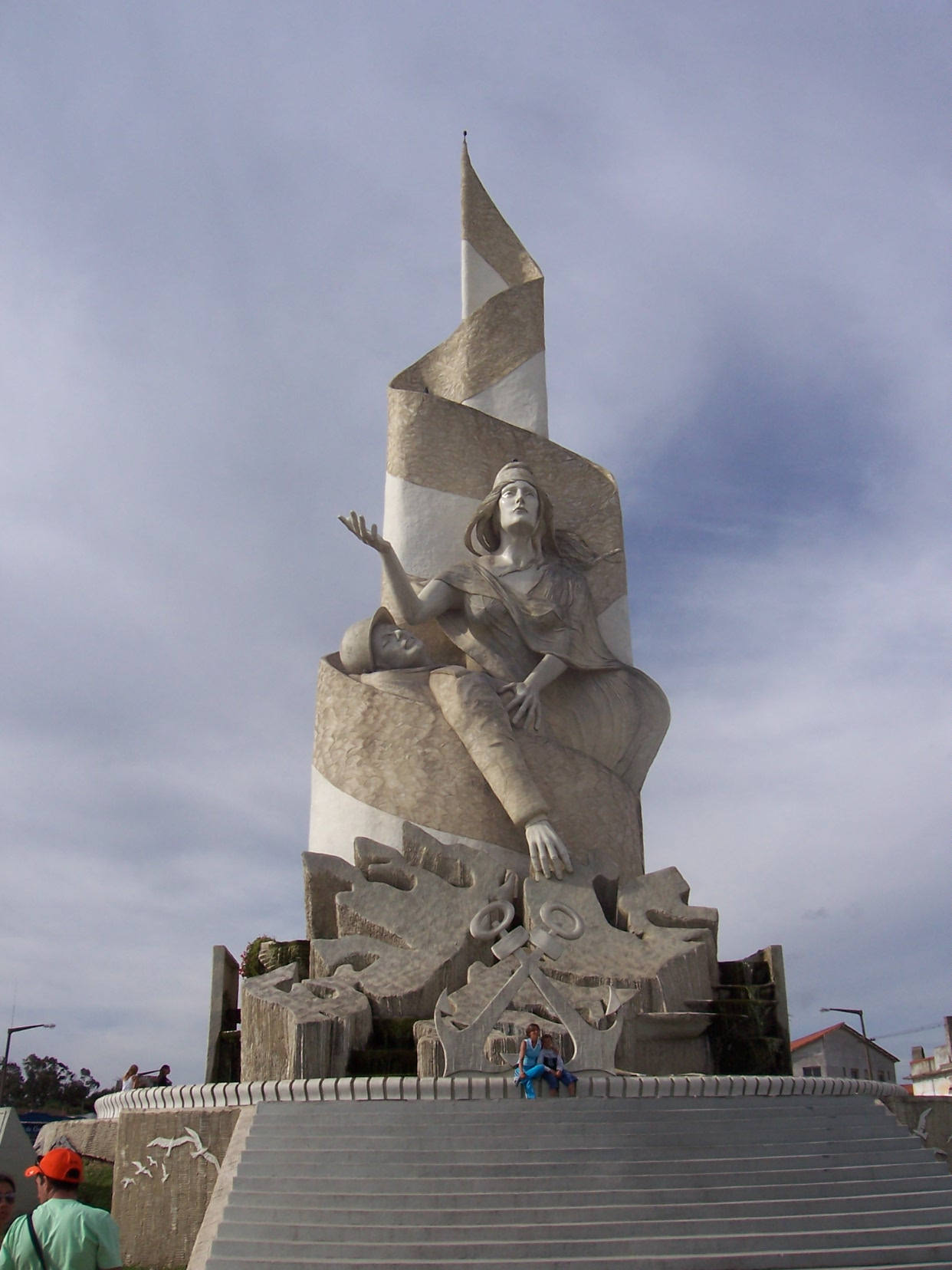
L'imposant monument "Gesta de Malvinas", en l'honneur des soldats tombés lors de la guerre des Malouines.

Les premiers européens à arriver en ces lieux, furent les quelques soldats qui accompagnaient Juan de Garay, second fondateur de Buenos Aires, lors d'une expédition au sud du río Salado en 1582.
Garay décrivit ces terres comme fertiles, et souligna la richesse potentielle pour l'élevage dans la zone.
En 1748 le jésuite anglais Thomas Falkner, missionnaire, reconnut la nécessité de construire un port à l'embouchure du río Quequén Grande pour une meilleure communication entre la côte et l'intérieur des pampas de la région.
La ville fut fondée en 1854. Durant bien des années elle fit partie du partido de Lobería, jusqu'à ce qu'en 1979, la dictature militaire en fonctions décide d'annexer la ville au partido de Necochea.

### Désirs d'autonomie
En 2004 on organisa une consultation populaire dans laquelle 93,9 % des électeurs vota en faveur de la création d'un partido autonome.

## Économie
L'économie de la ville de Quequén est principalement liée à l'existence du grand port maritime, d'où l'on exporte des céréales, du poisson, des troncs et des sous-produits.
Le tourisme apporte également de bons revenus.
Il existe des industries alimentaires naissantes - par exemple celles qui fabriquent des pellizcos (bonbons typiques de la région à base de dulce de leche)-.

## Lieux touristiques

### Le phare
Situé non loin de la côte, le phare fut inauguré le 1er novembre 1921. Avec ses 34 mètres de hauteur, il se trouve à une altitude de 64 mètres. Son illumination est visible à une distance de 45 km. Il est en général ouvert au public qui peut en escalader les 163 marches pour apprécier ensuite quelques paysages et panoramas impressionnants.

### Les plages
Les plages quequenses ont la particularité d'avoir du sable épais. Ses dunes (médanos) et surtout sa tranquillité en font un lieu unique pour se distraire. C'est un point de ralliement de nombreux surfeurs et de personnes qui apprécient la sérénité.

### Costa Bonita
À six kilomètres à l'est de Quequén, se trouve la localité de Costa Bonita (jolie côte). On peut y accéder de deux manières : soit par la route no 88, route en terre faisant cinq kilomètres, soit par le chemin qui borde le littoral. Le hameau offre au touriste de larges plages fort étendues. C'est un lieu solitaire qui convient spécialement aux personnes qui cherchent la tranquillité.

### Bahía de los Vientos
Sur le chemin côtier qui relie Quequén au hameau de Costa Bonita, se trouve la Bahía de los Vientos (Baie des vents). On peut y voir des maisons de style méditerranéen.
Le plus remarquable est l'épave échouée dans les sables.

### Monument aux soldats tombés aux Malouines
Construit pour honorer la mémoire des soldats tombés pour les Malouines, le monument Gesta de Malvinas est situé à Quequén, appartenant au partido de Necochea. Le monument représente un grand drapeau argentin, d'où sort la mère patrie tenant dans ses bras un soldat mort. Dans sa partie inférieures sont sculptées les îles Malouines, et sur les bords latéraux, les écussons des différentes forces militaires qui intervinrent dans le conflit. On peut en outre y lire un poème écrit spécialement pour l'occasion par Daniela Laura Gonzáles.